# دهستان سادات
دهستان سادات نام دهستانی در بخش مرکزی شهرستان لالی، استان خوزستان در ایران است. براساس سرشماری مرکز آمار ایران در سال ۱۳۸۵، جمعیت آن ۵۴۶۵ نفر (۹۴۸ خانوار) بوده‌است.